# Gang Rags
Gang Rags – piąty album amerykańskiego rapera Blaze Ya Dead Homie, wydany 22 czerwca 2010 roku.
Początkowo album miał nosić nazwę "Last House on Dead Street", jednak w grudniu 2009 roku podano informację o zmianie tytułu na "Gang Rags" oraz ogólnej koncepcji materiału. 
29 grudnia 2009 roku na swoim Twitterze, Violent J napisał na że produkcją płyty zajmie się Mike E. Clark, natomiast w kwietniu ogłosił, że on sam pomoże w produkcji "Gang Rags". Jest to zarazem pierwszy materiał Blaze'a, w produkcji którego nie udzielili się Twiztid. 
Album został wydany w pięciu różnych wersjach, do każdej dołączono bandanę w innym kolorze, która reprezentuje jeden z pięciu fikcyjnych gangów: Red Rage (czerwony), Redemption Ride (biały), Zombie King (czarny), Dollar Domination (zielony) i Ice Cold Killers (niebieski).
Album dotarł na 5. miejsce "Najbardziej Niezależnych Albumów" Billboardu.

## Lista utworów
| #  | Tytuł                                              | Czas |
| -- | -------------------------------------------------- | ---- |
| 1  | "Suspect Loitering"                                | 0:37 |
| 2  | "I'm Back"                                         | 3:11 |
| 3  | "Swine Flu"                                        | 2:51 |
| 4  | "Deadman Walking"                                  | 3:26 |
| 5  | "Ridin' the Whip" (gośc. Kottonmouth Kings)        | 3:34 |
| 6  | "Dub Sack"                                         | 3:41 |
| 7  | "B & E" (gośc. Axe Murder Boyz)                    | 4:11 |
| 8  | "Damn Bitch" (gośc. The Dayton Family)             | 3:22 |
| 9  | "Monster Inside"                                   | 3:28 |
| 10 | "Party" (gośc. Anybody Killa)                      | 3:39 |
| 11 | "Birthday" (gośc. Insane Clown Posse)              | 4:01 |
| 12 | "Holy Shit"                                        | 3:35 |
| 13 | "Lights Out"                                       | 3:38 |
| 14 | "3 Evil Wizards" (gośc. Violent J i Anybody Killa) | 4:15 |
| 15 | "Tokyo Spa"                                        | 3:41 |